# Молочный скот
Моло́чный скот — самки крупного рогатого скота, то есть взрослые коровы, разводящиеся для получения большого количества молока. Молочный скот относится к виду Bos taurus.
Молочный скот содержится с целью получения молока (коровы забиваются на говядину после трёх лет доения, иногда нет, незначительная часть выращивается сразу на убой).

## Интересные факты
В США с 1959 по 1990 год производимость молока возросла на 40%.